# Robert Heizer
Robert Fleming Heizer (Denver, Colorado, EUA 13 de julio de 1915 - 18 de julio de 1979) Fue un arqueólogo, etnólogo y escritor estadounidense. Considerado uno de los principales arqueólogos del siglo XX, centró sus investigaciones principalmente en las culturas de Mesoamérica especialmente en la cultura olmeca, siendo uno de los grandes exploradores de la ciudad prehispánica de La Venta en el estado mexicano de Tabasco, aunque también escribió extensamente sobre la etnología y etnohistoria de las culturas indígenas de California y Nevada, EUA. Su obra está compuesta por más de 500 publicaciones.

## Primeros años
Robert Heizer nació en Denver, Colorado, sin embargo pasó la mayor parte de su infancia en Lovelock, Nevada. Realizó sus primeros estudios en el Sacramento Junior College, y luego en el Lovelock High School. Posteriormente ingresó a la Universidad de California en Berkeley, donde obtuvo una Licenciatura en Artes graduándose con honores en 1936.
Más tarde se enlistó en la Marina estadounidense, sirviendo como ensamblador de tuberías en el astillero de Richmond, California durante los años de la Segunda Guerra Mundial. Posteriormente en 1940, se casó con Nancy Elizabeth Jenkins, y tuvieron tres hijos: dos hijos, Stephen y Michael, y una hija, Sidney. Robert Heizer y Nancy Jenkins se divorciaron en 1975.
En 1941, Heizer recibió su doctorado de Berkeley, y después de recibir su título enseñó durante un año en la Universidad de Oregón. Más tarde, en el año de 1945 ingresó a la Universidad de California en Los Ángeles como profesor asistente, siendo nombrado permanente en 1952, desempeñando esa función hasta 1960. Durante ese tiempo, Heizer dirigió el Proyecto Exploraciones Arqueológicas de la Universidad de California, y posteriormente fue nombrado coordinador de Investigaciones Arqueológicas de la misma institución de 1960 hasta su jubilación en 1979.
Su principal área de estudio fue la Gran Cuenca de los Estados Unidos. Ahí Heizer realizó muchas excabaciones, incluyendo las realizadas en el condado de Monterey, California, de 1971 a 1978, en el Valle de Sacramento 1936-1939, y en años posteriores en la Cueva Lovelock, la Cueva de Humboldt, y la Cueva Eastgate, todo en Nevada.

## Investigaciones arqueológicas en La Venta
El interés de Heizer por la cultura olmeca inició cuando colaboró junto con los también arqueólogos  Philip Drucker, Robert J. Squier, y Eduardo Contreras en un proyecto de investigación en la ciudad prehispánica de La Venta, Tabasco en 1955, y donde realizaron importantes descubrimientos, entre los que destacan altaeres, cabezas colosales, estelas, tumbas y ofrendas funerarias masivas únicas en el mundo prehispánico. 
Una de las aportaciones más importantes de Heizer y su grupo, fue reportar el peso y dimensiones de las principales esculturas descubiertas hasta esa fecha, como las cabezas colosales, los altares y las estelas.
Con el apoyo de la Universidad de California en Berkeley, Heizer regresó a La Venta entre 1967 y 1969 con sus colaboradores, realizando diversos trabajos arqueológicos. En ese tiempo 35 de los monumentos más importantes de esta ciudad olmeca ya habían sido trasladados al Parque Museo La Venta en Villahermosa por el poéta Carlos Pellicer Cámara para salvarlos de la destrucción y el saqueo. 
Dentro de las aportaciones de estos trabajos, están un levantamiento topográfico detallado de la pirámide del Complejo C y parte del Complejo B, la planta arquitectónica del Complejo A, de la Acrópolis de Stirling y de los edificios colindantes al sur de esta. En 1968 Heizer levantó el "Trazo arquitectónico de La Venta", donde se localizó la ubicación de 46 esculturas descubiertas, incluyendo algunas descubiertas en diversas exploraciones anteriores, y algunas ubicaciones de las esculturas que habían sido trasladadas a Villahermosa, ya que de otras se desconocía el sitio exacto donde fueron encontradas.
Gracias a las gestiones realzadas por Heizer, un grupo de investigadores del Instituto Smithsoniano se trasladó a La Venta en donde realizaron importantes investigaciones sobre los monumentos existentes, así como también reportaron el descubrimiento de otras piezas importantes como los Monumentos 53 y 54.
Los grandes monumentos descubiertos en La Venta, como las cabezas colosales, los altares y las estelas, originaron que Heizer se interesara también en el transporte de monumentos pesados, y exploró el tema en su obra sobre la escultura colosal de los Olmecas, continuando con esta investigación durante un viaje a Egipto.

## Premios y reconocimientos
Durante su vida, Robert Heizer recibió muchos premios y reconocimientos. Fue distinguido con el título de Doctor Honorario de Ciencias de la Universidad de Nevada en 1965. También recibió un premio por tener contribuciones académicas distinguidas de la Asociación Antropológica del Sudoeste en 1976; fue galardonado con la Medalla Henry R. Wagner de la Sociedad Histórica de California en 1977; y fue elegido miembro de la Academia Nacional de Ciencias en 1973.

## Su obra
La obra bibliográfica de Robert Heizer está compuesta por más de 500 artículos y 30 libros, la mayoría sobre arqueología y prehistoria. Muchas de sus publicaciones están dedicadas a la cultura olmeca, de hecho, muchos de sus trabajos sobre las investigaciones en La Venta están en los Archivos de Antropología Nacional (NAA) del Instituto Smithsoniano. También escribió extensamente sobre la etnología y etnohistoria de las culturas indígenas de California y Nevada, Estados Unidos, y fue editor del volumen sobre California elaborado por el mismo Instituto Smithsoniano.
Sus principales libros:
- Francis Drake y los indios de California 1579 (1947)

- Manual de Métodos de campo arqueológicos (1949)

- Los indios de California  (1947-1970)

- Las cuatro edades del Tsurai

- Guía para los métodos de campo arqueológicas

- El arqueólogo en el Trabajo (1957-1960)

- Introducción a la Arqueología Prehistórica

- Idiomas, territorios, y los nombres de las tribus indias de California (1966)

- Hacer mi nombre Bueno: un nuevo examen de los kwakiutl Potlatch Sur (1965-1967)

- Casi Ancestros: Los primeros californianos (1969)

- Los Otros californianos; Los prejuicios y la discriminación en virtud de España, México y Estados Unidos para 1920

- La destrucción de los indios de California Colección de Documentos del Periodo 1847-1965

- Los indios Costanoan (1974).

Heizer donó muchas de sus obras a diversas instituciones educativas y de investigación. Dos de ellas, la colección especial de publicaciones sobre arqueología de los olmecas y un archivo de investigaciones sobre obsidiana las donó a la Universidad de Texas en San Antonio.
Heizer también ayudó a sentar las bases para aplicaciones científicas en arqueología. Esta investigación incluyó la participación con la datación por radiocarbono durante la década de 1950 con la finalidad de conocer la antigüedad de las piezas descubiertas, y oligoelementos análisis de artefactos de obsidiana en los años 1960 y 1970.
Robert Heizer murió de cáncer el 18 de julio de 1979 a la edad de 61 años.

## Premio: "Robert Heizer"
Este premio es otorgado por la American Society for Ethnohistory, en reconocimiento al mejor artículo en el campo de la etnohistoria. El premio fue establecido en 1980 para honrar al Dr. Robert F. Heizer, etnohistoriador y arqueólogo reconocido por sus investigaciones en California y Mesoamérica, particularmente en La Venta.